# Wormser Machsor

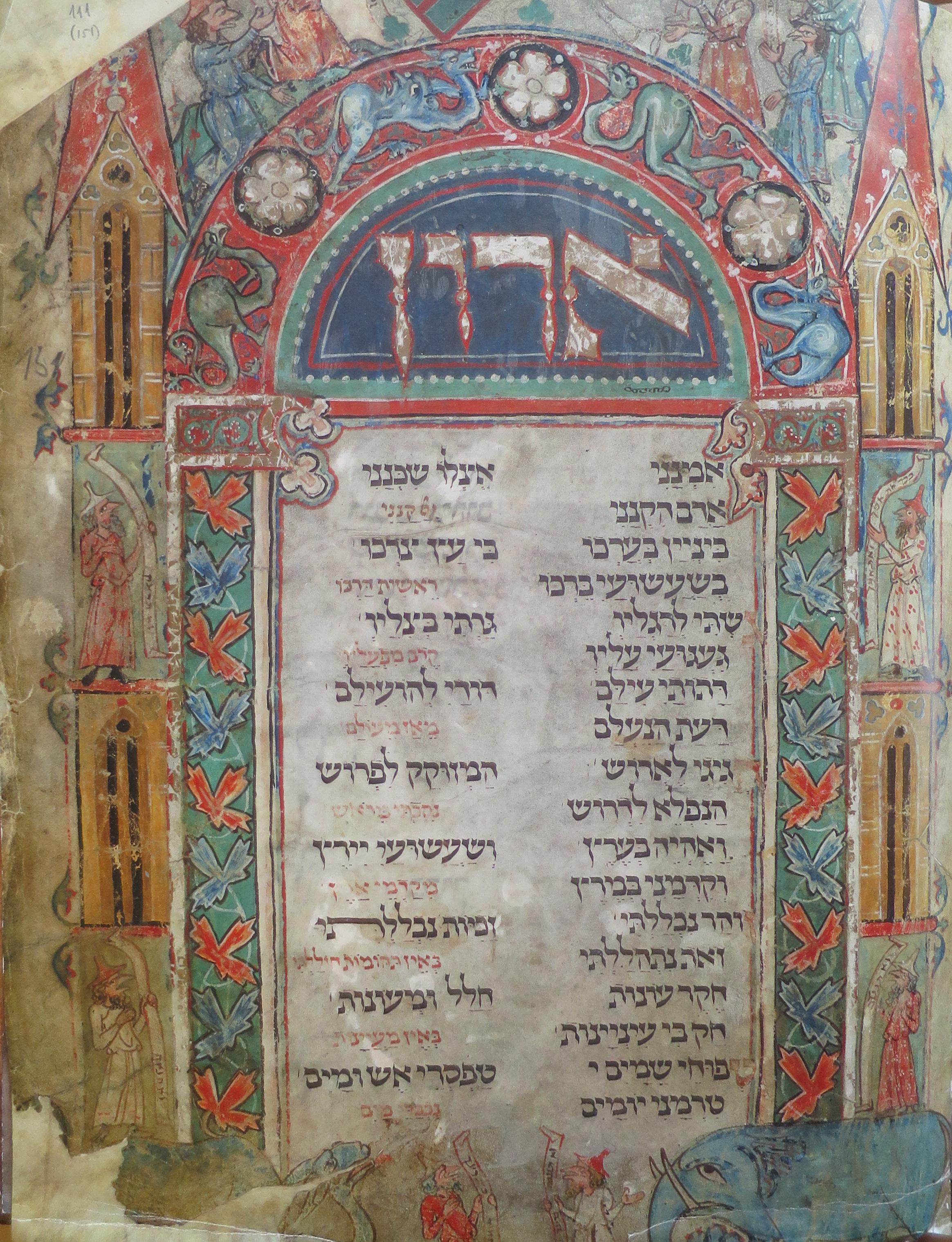

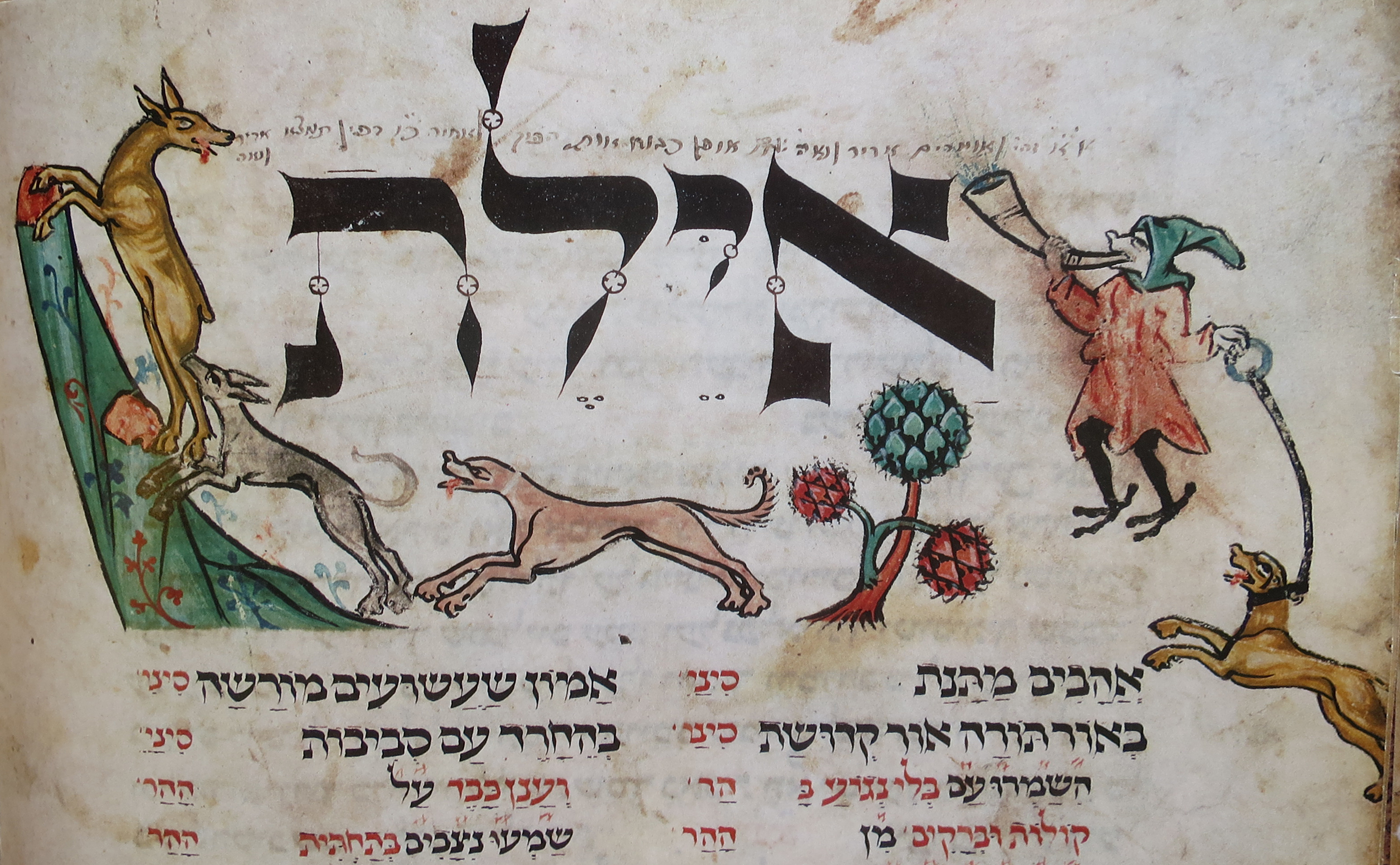
Jagdszene

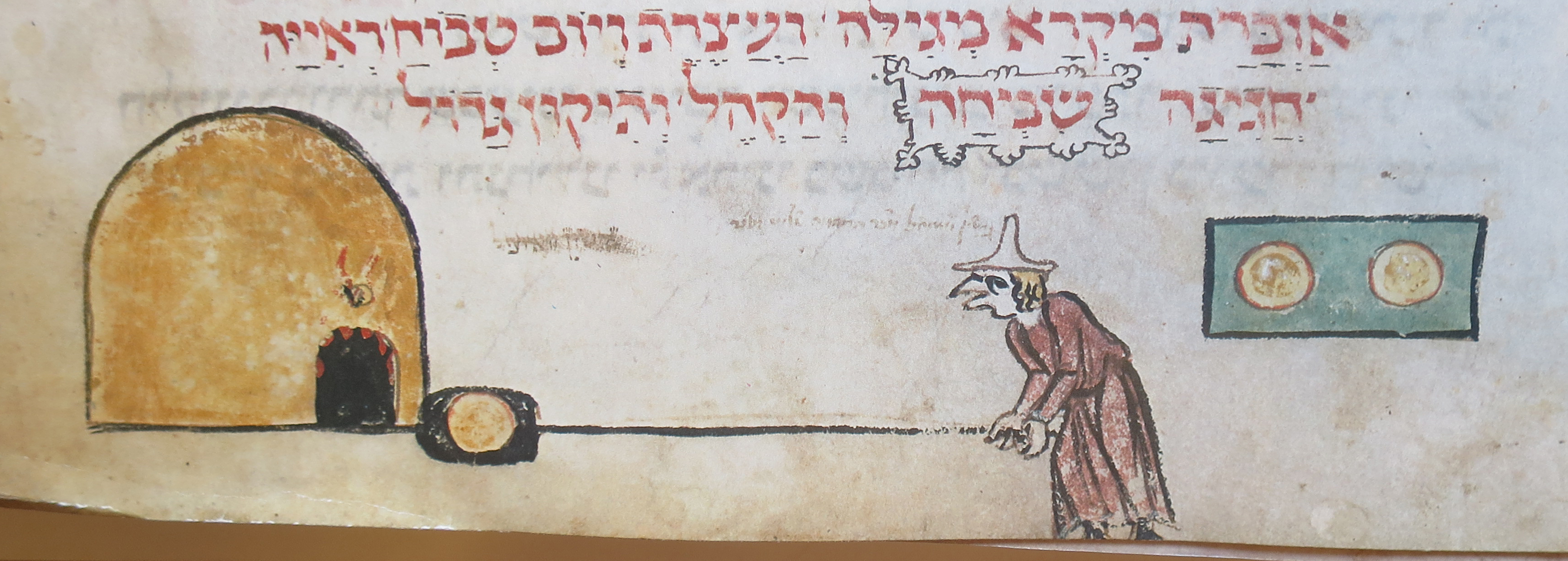
Matzebacken

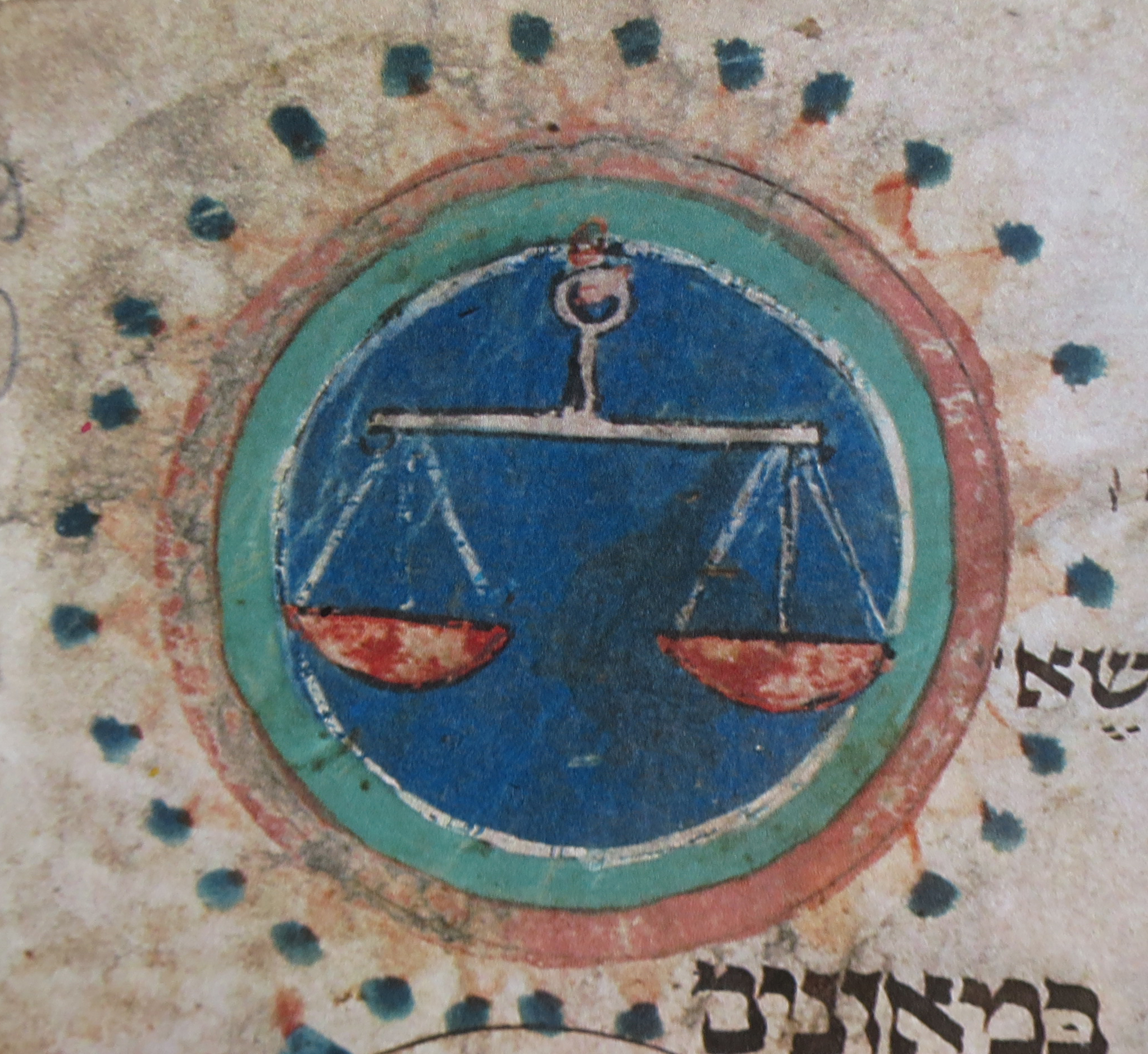

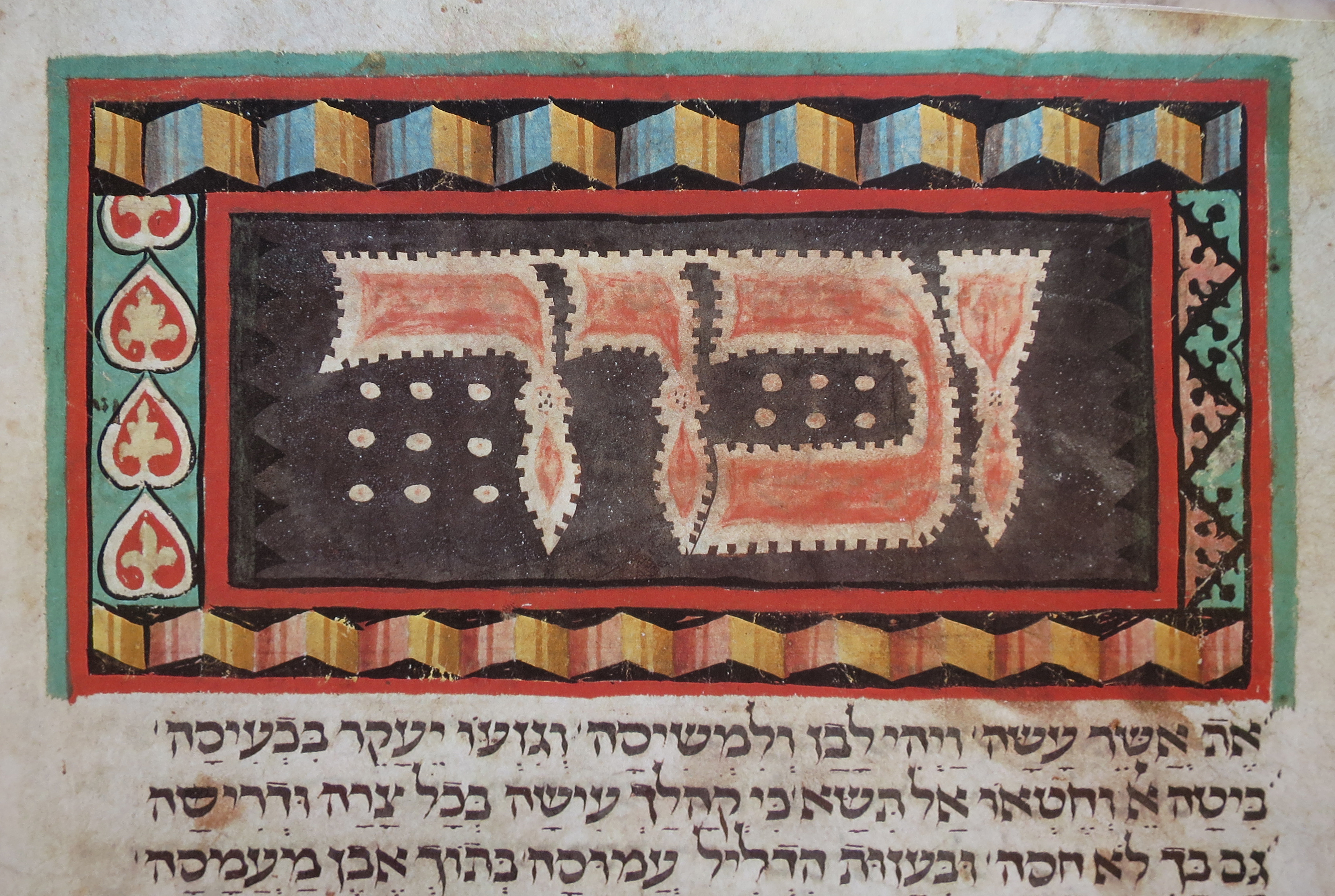
Seitenanfang

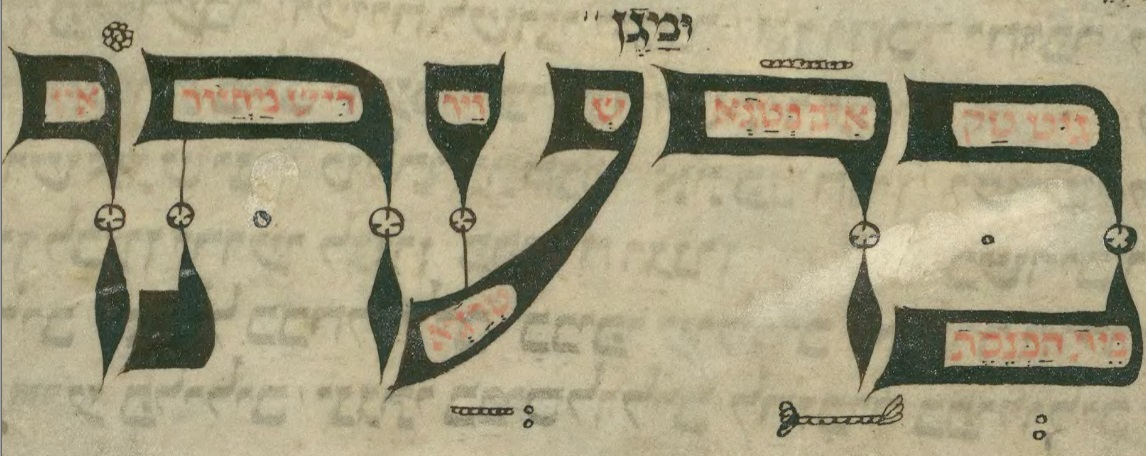
Ältestes erhaltenes Zeugnis eines ganzen Satzes auf Jiddisch (1272), in roter Schrift in die Buchstaben eines hebräischen Wortes gesetzt

Der Wormser Machsor ist die mittelalterliche Handschrift eines Machsors, die sich im Eigentum der jüdischen Gemeinde Worms befand.

## Geschichte
Der zweite Band wurde im Jahr 1271 geschrieben und am 2. Januar 1272 vollendet. Schreiber war Simchah, Sohn des Rabbi Jehudah. Rabbi Jehudah kam aus Nürnberg. Der Illustrator der Handschrift hieß Schemajah. Der erste Band ist nicht datiert. Der Schriftvergleich ergab aber, dass beide Bände wohl von gleicher Hand geschrieben wurden. Wo der Machsor verfasst wurde, ist nicht bekannt. Aufgrund später eingetragener Vermerke, die Abweichungen zur Gebetsordnung der Wormser Gemeinde festhalten, ist davon auszugehen, dass er nicht in Worms entstand. Der Besitz des Wormser Machsors in der Gemeinde zu Worms ist auch erst seit 1578 nachgewiesen.
Dem Stadtarchivar von Worms, Friedrich Maria Illert, gelang es nach dem Novemberpogrom 1938, die beiden Machsor-Bände, zusammen mit dem Archiv der jüdischen Gemeinde Worms, sicherzustellen und in einem der Domtürme, zusammen mit anderen Archivalien einzulagern und vor der Zerstörung zu retten. 1957 wurden die Bände aufgrund einer Vereinbarung zwischen der Stadt Worms und der Jewish Trust Corporation (Branche Française) letztendlich an die Israelische Nationalbibliothek abgegeben. Dort erhielten sie die Signatur Ms. Heb. 4° 781,1–2.

## Form
Das Gebetbuch besteht aus zwei Bänden mit je unterschiedlichem Format: 39 × 44 cm und 39,5 × 30 cm. Der erste Band umfasst 219, der zweite 226 Blätter.
Das Gebetbuch ist auf Pergament geschrieben. Der erste Band ist nur wenig verziert und die Zahl der Illustrationen gering. Hier fällt einzig eine große Illustration auf Bl. 72v auf: Bei den Worten: „Gesegnet bist Du, König der Welt, der Du uns die Pforten der Barmherzigkeit öffnest“ ist das Wort „Pforten“ als ganzseitiges Portal gestaltet, dessen Bogen und Säulen mit Ranken gefüllt sind. Zahlreich sind dagegen die Illustrationen im zweiten Band. Der Text ist mit Vokalzeichen geschrieben. Schofartöne sind mit Noten dargestellt.

## Inhalt
Die Handschrift gliedert sich in zwei Bände mit folgendem Inhalt:

Band 1
- Liturgie zu Rosch ha-Schana (Neujahrsfest), Bl. 1r–60v
- Gebete zu Jom Kippur (Versöhnungstag), Bl. 61r–168v
- Gebete zu Sukkot (Laubhüttenfest), Bl. 169r–206v
- Cant. Cantic., Bl. 206v–209v
- Ruth, Bl. 209v–212v
- Kohelet, Bl. 213r–219v

Band 2

Der Anfang des Bandes ist verloren gegangen und enthielt wohl die Liturgien zu Neujahrsfest, Versöhnungstag und Laubhüttenfest, vielleicht auch Cant. Cantic. und Ruth. 
- Beginn des alltäglichen Morgensegens, Bl. 1v, ein späterer Nachtrag
- Kohelet, Vers 10 bis zum Ende, Bl. 2r–6r, der Anfang des Kohelet ist ebenfalls verlorengegangen.
- Hiob, Bl. 6v–20r
- Teile der Klagelieder Jeremias, Bl. 21r–34r
- Teile aus dem Buch Jesaja, Bl. 34r–34v
- Kolophon: „Ich, Simchah, Sohn des Rabbi Jehudah, Schreiber, schrieb diesen Machsor für meinen Onkel Rabbi Baruk, Sohn des Rabbi Jizchaq innerhalb von 24 Wochen […] und habe es mit Hilfe des Allmächtigen am 28. Tevet [50] 32[Anm. 1] nach der kleinen Zählung vollendet“[10], Bl. 34v
- Texte für Purim, Bl. 39r–78v
- Texte für Pessach (Ostern), Bl. 79r–146v
- Texte für Schawuot (Wochenfest), Bl. 149r–197r
- Texte für Tischa beAv (9. Av des Jüdischen Kalenders, ein Fasten- und Trauertag, an dem der Zerstörung des Jerusalemer Tempels gedacht wird), Bl. 179v–226r

Der zweite Band ist vermutlich der Rest eines eigenständigen, viel umfangreicheren Machsors. Der erste Band entstand nachträglich, um den Textverlust des zweiten Bandes auszugleichen. So erklärt sich auch das unterschiedliche Format beider Bände. Verschiedene Nutzer des Buches in der frühen Neuzeit haben im Machsor vermerkt, dass sie ihn als Vorbeter benutzt haben.
Der Machsor enthält auch den ältesten erhaltenen kompletten Satz auf Jiddisch, ein historisches Zeugnis aus dem Jahr 1272. Er lautet gut tak im betage se vaer dis makhazor in beis hakneses trage – Ein guter Tag dem tage, der diesen Machsor in die Synagoge trage.

### Faksimile
- Malachi Beit-Arié: Ms. Jewish National and University Library. Heb. 4 781/1. Complete Facsimile in Original Size: Introductory Volume. Cyelar establishment, Vaduz 1985.

### Sekundärliteratur
- Ernst D. Goldschmidt: The Worms Machzor. In: Kirjath Sepher. Bd. 34, Nr. 3, 1959, ZDB-ID 1497319-4, S. 388 ff.
- Friedrich Maria Illert: Die beiden Machsor-Bände von 1272. In: Ernst Róth (Hrsg.): Festschrift zur Wiedereinweihung der Alten Synagoge zu Worms. Ner Tamid Verlag, Frankfurt am Main 1961, S. 228.
- Georg Illert: Die jüdischen Altertümer in Worms in den Jahren 1938–1961. In: Ernst Róth (Hrsg.): Festschrift zur Wiedereinweihung der Alten Synagoge zu Worms. Ner Tamid Verlag, Frankfurt am Main 1961, S. 229–241.
- Ernst Róth: Das Wormser Machsor. Geschrieben von Simcha ben Jehuda, illustriert von Schemaja ha-zajjar. In: Ernst Róth (Hrsg.): Festschrift zur Wiedereinweihung der Alten Synagoge zu Worms. Ner Tamid Verlag, Frankfurt am Main 1961, S. 217–227.